# فرودگاه بین‌المللی ابراهیم نصیر
فرودگاه بین‌المللی ابراهیم نصیر (به انگلیسی: Ibrahim Nasir International Airport) یک فرودگاه همگانی با کد یاتا MLE است که یک باند فرود آسفالت دارد و طول باند آن ۳۲۰۰ متر است. این فرودگاه در شهر ماله کشور مالدیو قرار دارد و در ارتفاع ۲ متری از سطح دریا واقع شده‌است.